# Hirtella standleyi
Hirtella standleyi là một loài thực vật có hoa trong họ Cám. Loài này được Baehni & J.F.Macbr. mô tả khoa học đầu tiên năm 1938.